# 145-я стрелковая дивизия (2-го формирования)
145-я стрелковая дивизия — воинское соединение Вооружённых Сил СССР в Великой Отечественной войне.

## История
Сформирована в Московском военном округе в декабре 1941-январе 1942 года.
В марте 1942 года заняла оборону на участке от Велижа до Слободы и держала там оборону вплоть до лета 1943 года.
В ходе наступления близ деревни Миловиды (в 12 км юго-западнее Велижа) 17-21.04.1942 года дивизия испытала горечь неудачи: за высоты шли кровопролитные бои при отсутствии обещанной артиллерийской поддержки. 145 сд понесла огромные потери, и к июню 1942 года состав дивизии пополнился на 70 %, в основном за счёт жителей Смоленской области, проживавших в 50-километровой прифронтровой полосе.
В сентябре 1942 года часть бойцов дивизии была влита в 45-ю отдельную лыжную бригаду. Осень — зима 1942/43 годов прошли в непрестанных изнуряющих стычках с врагом. Трудности были буквально во всём: в снабжении оружием, боеприпасами, обмундированием, питании, в размещении и т. д. Весной — летом 1943 года дивизия занимала позиции на севере Демидовского района, отражая атаки противника и занимаясь подготовкой к наступлению.
Затем в рамках Смоленской стратегической операции была задействована в Духовщинско-Демидовской операции. 22.09.1943 года участвовала в освобождении Демидова, после чего вела бои на витебском направлении.
В рамках Белорусской стратегической наступательной операции принимала участие в Витебско-Оршанской наступательной операции, приняла участие в освобождении Витебска, участвовала в Полоцкой операции 03.07.1944 года освободив город Глубокое,
Затем принимала участие в Шяуляйской операции, в ходе которой освободила город Поставы 05.07.1944 года и вышла к государственной границе. В августе ведёт тяжёлые бои у фольварка Паровея близ Биржай. В сентябре 1944 года дивизия первой перерезала железную дорогу Крустпилс — Митава и, отражая контратаки танков и пехоты противника, продвигалась на север, к городу Балдоне, куда вошла 22.09.1944 года, затем, форсировала реку Вента и начала наступление на Мемель. 22 сентября 1944 года Указом Президиума Верховного Совета СССР  за образцовое выполнение заданий командования в боях с немецкими захватчиками при прорывеобороны противника юго-восточнее города Рига и проявленные при этом доблесть и мужество дивизия награждена Орденом Красного Знамени.
В марте 1945 года дивизия была расформирована по Директиве Начальника ГШКА N орг/2/1160 от 12.03.1945 года в Литве в районе Вейверы, в связи с большими потерями (всего в составе дивизии было около 2000 человек), остатки влиты в 158-ю стрелковую дивизию, ей же переданы наименования и награды.

## Полное название
145-я стрелковая Витебская Краснознамённая дивизия

## Подчинение
- Московский военный округ — на 01.01.1942 года
- Калининский фронт, 4-я ударная армия — на 01.03.1942 года.
- Калининский фронт, 43-я армия — на 01.11.1942 года.
- Калининский фронт, 43-я армия, 1-й стрелковый корпус — на 01.10.1943 года.
- 1-й Прибалтийский фронт, 43-я армия, 1-й стрелковый корпус — на 01.11.1943 года.
- 1-й Прибалтийский фронт, 39-я армия, 1-й стрелковый корпус — на 01.12.1943 года.
- 1-й Прибалтийский фронт, 43-я армия, 1-й стрелковый корпус — на 01.01.1944 года.
- 1-й Прибалтийский фронт, 43-я армия — на 01.03.1944 года.
- 1-й Прибалтийский фронт, 43-я армия, 92-й стрелковый корпус — на 01.04.1944 года.
- 1-й Прибалтийский фронт, 43-я армия, 1-й стрелковый корпус — на 01.09.1944 года.
- 1-й Прибалтийский фронт, 2-я гвардейская армия, 1-й стрелковый корпус — на 01.12.1944 года.
- 1-й Прибалтийский фронт, 4-я ударная армия, 1-й стрелковый корпус — на 01.01.1945 года
- 1-й Прибалтийский фронт, 51-я армия, 1-й стрелковый корпус — на 01.02.1945 года
- 2-й Прибалтийский фронт, 14-й стрелковый корпус, фронтовое подчинение — на 01.03.1945 года

## Состав
- 403-й стрелковый полк
- 599-й стрелковый полк
- 729-й стрелковый полк
- 277-й артиллерийский полк
- 255-й отдельный истребительно-противотанковый дивизион
- 123-я отдельная разведывательная рота
- 213-й отдельный сапёрный батальон
- 255-й отдельный батальон связи
- 129-й отдельный медико-санитарный батальон
- 151-я отдельная рота химической защиты
- 160-я автотранспортная рота
- ??-й дивизионный ветеринарный лазарет
- ??-я полевая хлебопекарня
- ??-я полевая почтовая станция
- ??-я полевая касса Государственного банка

## Командиры
- Волков, Фёдор Андреевич (18.12.1941 — 16.08.1943), генерал-майор с 03.05.1943
- Люхтиков, Анисим Стефанович (21.08.1943 — 06.04.1944), генерал-майор;
- Сочилов, Леонид Тимофеевич (07.04.1944 — 26.04.1944), полковник;
- Диброва, Пётр Акимович (27.04.1944 — 23.09.1944), генерал-майор;
- Горбачёв, Владимир Константинович (24.09.1944 — 17.03.1945), генерал-майор.

## Отличившиеся воины дивизии
- Сидоренко, Василий Алексеевич. Командир взвода 45-мм пушек 1-го батальона 599-го стрелкового полка. Герой Советского Союза. Награждён 24.03.1945 года.
- Филиппов, Василий Иванович. Сапёр 213-го отдельного сапёрного батальона, ефрейтор . Полный кавалер Ордена Славы. Был награждён: 09.12.1943 года орденом 3-й степени во время наступательных боёв в 9 км севернее посёлка Яновичи (Витебский район Витебской области), 13.03.1944 года орденом 2-й степени за бои 27-29.01.1944 года восточнее г. Витебск и 24.03.1945 года орденом 1-й степени за действия 21.12.1944 года в районе населённого пункта Бруклайн, в 20 километрах юго-западнее г. Салдус (Латвия).
- Шагалов, Анатолий Валерианович, красноармеец, знаменосец 403-го стрелкового полка.
- Шпак, Пётр Савельевич, красноармеец, стрелок 729-го стрелкового полка.

## Награды и наименования
- 26.06.1944 — почётное наименование «Витебская» — присвоено в ознаменование одержанной победы и за отличие в боях при освобождении Витебска.
- 22 сентября 1944 года —  Орден Красного Знамени — награждена указом Президиума Верховного Совета СССР от 22 октября 1944 года за образцовое выполнение заданий командования в боях с немецкими захватчиками при прорыве обороны противника юго-восточнее города Рига и проявленные при этом доблесть и мужество.[2]

Награды частей дивизии:
- 599-й стрелковый Краснознаменный[3] полк